# 血税一揆
血税一揆（けつぜいいっき）とは、新政反対一揆のひとつであり、主に1873年（明治6年）に施行された徴兵令に反対するために、農民を中心として行われた一揆。徴兵令反対一揆ともよばれる。

## 概要
血税一揆は、1873年3月に渡会県牟婁郡からはじまり、1874年（明治7年）12月高知県幡多郡における蜂起まで16件（または19件、14件とも）、西日本を中心におこった。これは、西日本では徴兵を免れた者の比率が少なかったことが関わっている。これら一揆のうち、北条県（美作）の一揆・鳥取県（伯耆）会見郡の一揆・名東県7郡（讃岐）の一揆（西讃竹槍騒動）などは特に熾烈であった。

## 主な一揆

### 美作地方の一揆
美作騒擾、美作騒擾事件ともよばれる。1873年5月26日、北条県で起きた。その後、6月1日まで蜂起は続き、大変激しいものとなった。一揆は「元魁」筆保卯太郎を中心に、北条県西西条郡貞永寺村から起こり、苫田郡、久米郡、英田郡、勝田郡、真庭郡へと広がった。5月27日に一揆勢は津山まで至り、5月30日東部から津山城下への突入を図った。しかしこれは、県の役人側に負け失敗に終った。
参加者は「徴兵令反対、学校入費反対、穢多非人の称廃止反対」などを叫び、焼打ち、打毀しを行った。その対象は、官員宅・区戸長宅・副区戸長宅・盗賊目付宅・地券懸宅・小学校・被差別部落民宅などで、被害は432軒にものぼり、さらに勝北郡などの被差別部落では、住民29名が殺傷される事態となった。
6月1日、大阪鎮台などの兵が北条県に到着し、やっとこれを鎮圧した。筆保卯太郎は拷問にかけられ「徴兵・地券・学校・屠牛・斬髪・穢多ノ称呼御廃止等」の撤廃が目的であった、と供述した。また、普段から新政に不満があったとも述べた。有罪とされた人数は26,916名（2,700余人とも）で、懲役刑64人、筆保卯太郎以下15名は死罪となった。

### 会見血税一揆
鳥取県会見郡の一揆は、1873年6月19日から6月26日（23日とも）に起こった。別名を「竹槍騒動」、「会見郡徴兵反対一揆」などと言い、「徴兵令の反対、太陽暦・小学校の廃止」などをかかげて、激烈な打毀しを展開した。6月19日、会見郡谷川村において洋服を着た小学校教員が、同郡古市村では巡回中の羅卒が「血取人」と間違われて襲撃されたのを発端に、20日には会見郡各地に拡大した。一揆勢は各地の戸長宅などを打ち壊し、小学校などもその被害に遭った。21日、日野川河川敷に集結した一揆勢は米子町の県米子支庁に嘆願書を提出、いったん解散した。米子支庁は大阪鎮台などに応援を求めたが、到着は解散後であった。鎮静後には県側による大規模な取締りが行われ、処分されたのは1万1907人、そのうち1人が終身刑となり、罰金の総額も2万4817円に上った。

### 西讃竹槍騒動
西讃竹槍騒動（西讃農民騒動とも）は、名東県豊田郡・三野郡・多度郡・那珂郡・阿野郡・鵜足（うたり）郡・香川郡の7郡で6月27日（6月26日とも）から7月6日にかけて起きた。放火された村の数は約130村、農民側死者50名、官軍側死者2名。このうち、この一揆がはじまったのは、三野郡下高野（しもたかの）村であった。
この一揆のきっかけにはこの様な話が伝わっている。下高野村の夕方のこと。ひとり蓬髪の女が2人の女の子を抱え、手には竹槍を持ちどこかに飛び出していった。この女を捕まえた下高野村の住民が、「子ぅ取り婆あ」があらわれた、と言って騒いだという。そのころ、「徴兵検査は恐ろしものよ。若い児をとる、生血とる」という歌がはやっていたのも関係するらしい。戸長が取調べを行おうとしたが、それを不服としたものたちが戸長に暴行、それに群集が興奮し次第に数を増していき、2万人に達した。
26日豊田郡萩原村（現観音寺市大野原町萩原）へ向かって進んだ後、翌27日には、騒ぎは三野、豊田、多度郡全域に広がり、さらに東へと広がっていった。
6月28日、名東県高松支庁は高松営所を派遣し、早くも6月29日には優勢に立った。そして7月6日これをほぼ鎮圧した。逮捕約282名、うち死刑7名、懲役刑50名（または51名）など、刑に処された者は16,839名（または16,606名、16,654名）にものぼった。
農民の要求は「徴兵令反対、学制反対」また、『肉食行はれしより牛価騰貴貧民困却』と唱えた。これは、牛食が認められると、それが耕作に必要な牛の値まで上げ、農業生産を圧迫するのだ、という理屈からきたものであったらしい。農民たちは焼き打ち、打毀し、戸長事務所、小学校、戸長宅、邏卒出張所や民家など計599箇所を破壊した。
また、小学校への毀焼も激しかった。破壊された599箇所のうち48が小学校の数である。一揆をおこした農民は徴兵以外にも、新政のいろいろに不満を持っていたが、1872年に施行された学制に対するそれも大きかった。学校経費として丸亀・多度津では一年につき最下層でも25銭の負担が住民に課せられ、辛いものであったとされる。一揆の鎮圧後、名東県は「速かに学校を興すべき達」という通達を出し、小学校の復興を急いだ。

## 血税
血税とは、フランス語の「impôt du sang」の直訳である（impôt=税、sang=血）。この言葉が、1872年11月の徴兵告諭の一節に使われており、そのために農民が「血を抜かれてしまう」と誤解して、一揆がおこったのだ、という説がある。
「徴兵告諭」の一節：「凡ソ天地ノ間一事一物トシテ税アラサルハナシ以テ国用ニ充ツ然ラハ則チ人タルモノ固ヨリ心力ヲ尽シ国ニ報ヒサルヘカラス西人之ヲ称シテ血税と云フ其生血ヲ以テ国ニ報スルノ謂ナリ」（原文正字）
この説は、無知蒙昧な農民が、西洋人がひとの生き血をほしがり政府を仲介して手に入れようとしていると勘違いしたのだ、とする。実際、下記の様な話がある。

### 東京日日新聞の記事より翻案
（明治6年7月2日）横浜の岸田銀次が用あって、備前国児島郡田の浦を船で訪れ上陸すると、大勢が集まり、騒ぎたてている。何事かとみると、山際の小さな神社にのぼりを二三たて、クロンボウのようなものが沢山集まっている。棒、竹槍をもつ者もいて、銀次を殺そうともした。銀次は慌てて用件先へ逃げ、隠れた。すると、このうしろの家の母親は小さな子をつれて山に逃げ、年寄りは幼な子をつれて山の中へ逃げ、あるいは船の中に隠れ、大変な騒ぎになっている。
どうしたことかと銀次がやっとわけを聞くと、「今年（1873年）の春からのこの辺の流言であるが、天朝が唐人にだまされて唐人の言いなりとなり、日本人の種を絶やさんと、男は18歳から20歳までを血を抜いて弱くし、女は15歳以上を外国にやってしまおうとしている。邑久郡ではかなりの者がすでに血をとられてしまった」などと言い、その血のとりかた、様子をも言いふらしている。のみならず「作州（美作）では夜中に役人が唐人を連れてきて家々の番付、名前をあらため、娘がいればそれを連れさらうのだ」などと馬鹿者がおもしろがって言う始末である。辺鄙の愚民はこれらの流言を信じ、お上に疑念を持っている。また、もともと政府をうらんでいるところに、政府の布告は漢語まじりのわけがわからないものなので、悪い方向に解釈している。
また、こういう噂もあった。学校学校といって子どもを一箇所に集め目印の旗を立て、それを見た唐人が来て、集めた子を一度に絞め殺して生き血をとると言う。それを避けるために十日も前から子どもを学校にいかすのを止めてしまったとのこと。
さらに、かの合社のことを勘違いしたらしく、こう言う。「唐人は氏神のご威光を恐れて子どもを取りあげられない、そのために唐人の手先となった県庁の役人がご神体をとりにくるという、ある村ではすでに宮も壊されたし、この村の社も壊しにくるだろう」田の浦、大畑などの村々では十日余りも漁を止め、農業を止め、竹槍や棒を持って田の浦明神に集まり、酒を飲みつつ、今か今かと県の役人や唐人を待ちかまえ、見つけ次第殺すという。銀次が上陸したのは、危うく殺されるところであった。

## 背景
一揆の要求内容からして、当時の農民が新政に不満をもっていた、というのは確かな様である。地租改正による重税や、凶作などの鬱憤があり、そこに徴兵令によって貴重な働き手であるはずの次男坊、三男坊をとられた。そして農民をして一揆を起こらしむることとなったのである。美作一揆において筆保らがかいた嘆願書、十か条の要求の第1条が「五ヶ年ノ間、貢米差除ノ事」とあることからも、それがみてとれる。
また、血税一揆には、1871年（明治4年）に施行された被差別部落の解放令に対しても反対していた（解放令反対一揆）。これは、被差別民が解放されることにより農業、その他生業が穢多非人と共有化し、圧迫されるという恐怖感も手伝ってのことでもあったとされている。